# Tình tay ba

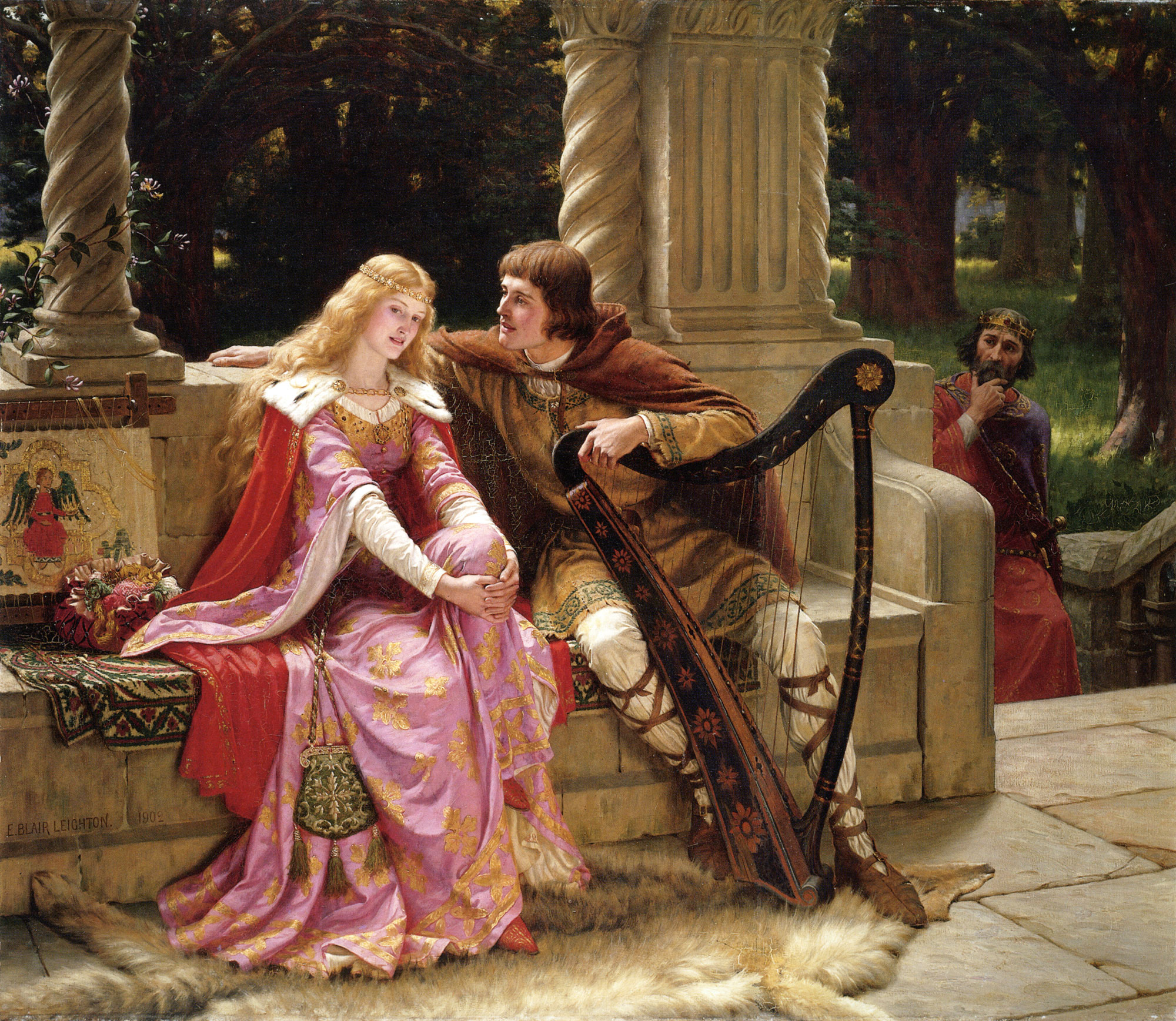
Họa phẩm về chuyện ba người

Tình tay ba hay cuộc tình tay ba, mối tình tay ba, chuyện tình tay ba, chuyện ba người là từ chỉ về một mối quan hệ tình cảm, lãng mạn liên quan đến ba người. Trong đó đề cập đến quan hệ tình cảm giữa hai người trong tương quan với người thứ ba (kẻ thứ ba), thông thường là kẻ đến sau trong mối quan hệ với hai người kia, các mối quan hệ này có thể là tình bạn, tình yêu, tình cảm gia đình và thường gây nên sự ghen tuông, hận thù giữa những người trong cuộc, có thể hai bên trong mối quan hệ tay ba này là vợ/chồng nhưng vẫn quan hệ với người thứ ba gây nên nghịch cảnh và hậu quả đáng tiếc từ sự ghen tuông này xuất phát từ tâm lý bắt cá hai tay của một bên trong cuộc. Cần phân biệt giữa tình tay ba với tình dục ba người (chỉ đơn thuần đề cập về những tư thế, kiểu quan hệ nhục dục).